# Rue de Colombes (Bois-Colombes et Asnières-sur-Seine)
Pour les articles homonymes, voir Rue de Colombes.
La rue de Colombes est un des axes principaux de Bois-Colombes et d'Asnières-sur-Seine.

## Situation et accès

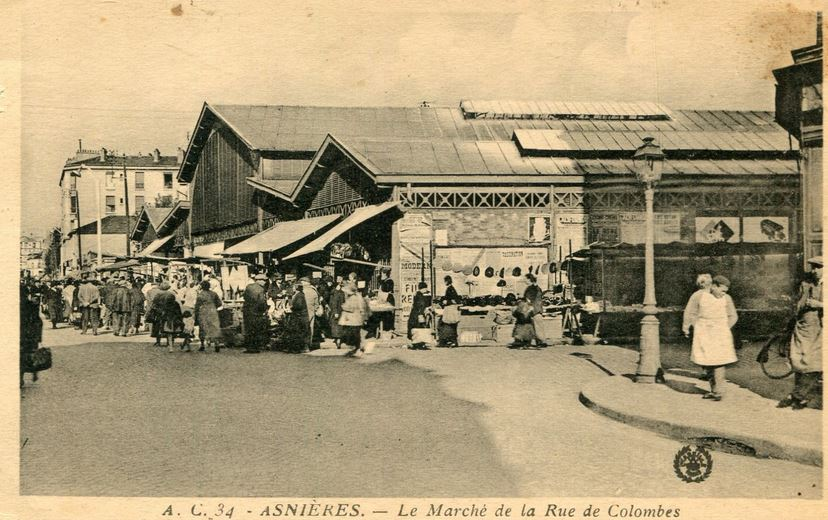
Marché de la rue de Colombes.

Commençant à la rue des Bourguignons, cette rue se dirige vers le sud-est. Elle forme le point de départ de la rue du Bac, rencontre la rue Albert Ier et croise l'avenue d'Argenteuil à la place de la Comète. Elle se termine rue Mauriceau, au square du Maréchal-Leclerc.

## Origine du nom
Elle est ainsi nommée car elle se prolongeait vers la ville de Colombes. Cette partie est maintenant renommée rue Victor-Hugo.

## Historique
Le 21 mars 1915, durant la première Guerre mondiale, trois bombes explosives et six incendiaires sont lâchées d'un ballon dirigeable allemand Zeppelin immatriculé LZ-29, et explosent dans la rue et son voisinage.

## Bâtiments remarquables et lieux de mémoire
- Église Notre-Dame-du-Perpétuel-Secours d’Asnières-sur-Seine
- Square du Maréchal-Leclerc